# Kletba bratří Grimmů
Kletba bratří Grimmů (v anglickém originále The Brothers Grimm) je americký dobrodružný fantasy film režiséra Terryho Gilliama z roku 2005. Hlavní role ztvárnili Matt Damon, Heath Ledger a Lena Headeyová. Film je s nadsázkou ztvárněným fiktivním portrétem Bratří Grimmů, kteří jsou zobrazeni jako podvodníci, zneužívající pověrčivosti obyvatel Francouzi okupovaného Německa 19. století. Jednoho dne se ale setkají s reálnou pohádkovou kletbou, která vyžaduje opravdové odhodlání, namísto obvyklého falešného vymítání.
Vedlejší role ztvárnili Peter Stormare, Jonathan Pryce a Monica Bellucci. Celý film se kompletně natáčel v Česku. Film měl premiéru 26. srpna 2005. Získal rozporuplné recenze a v kinech vydělal 105,3 milionů dolarů.

## Děj
Píše se rok 1811. Po Německu, které okupují Napoleonova vojska, se toulají bratři Will a Jake Grimmovi. Využívají znalosti folkloru a pohádek mladšího bratra Willa a vydávají se za experty na vymýtání strašidel a čarodějnic. Ve skutečnosti své příšery sami vytváří za pomoci triků a svých služebníků, aby pak sami mohli přijet na pomoc zoufalým vesničanům jako jejich zachránci. Za své služby pak inkasují tučné platby. Jsou však vysláni do jedné vesnice, kde se dějí věci, kterým se nevyrovnají ani jejich nejlepší triky. Will a Jake se tak musí dát do boje se skutečnými temnými silami.

## Obsazení
| Matt Damon        | Wilhelm Grimm             |
| Heath Ledger      | Jakob Grimm               |
| Monica Bellucci   | královna                  |
| Jonathan Pryce    | generál Vavarin Delatombe |
| Lena Headey       | Angelika                  |
| Peter Stormare    | Mercurio Cavaldi          |
| Tomáš Hanák       | Angeličin otec            |
| Mackenzie Crook   | Hidlick                   |
| Richard Ridings   | Bunst                     |
| Miroslav Táborský | mlynář                    |
| Julian Bleach     | Letorc                    |

## Produkce

### Natáčení
Velká část filmu se natáčela v barrandovských studiích a na zdejším pozemku vyrostla rozlehlá vesnice i les, který byl pro potřeby filmu zapálen. Natáčení probíhalo také na lokacích jako na hradě Kost, Ledči nad Sázavou, Křivoklátě, Kutné Hoře, na zámku Kačina či v lesích na Berounsku.
Gilliam měl často přímo na place spory s producenty filmy bratry Bobem a Harveym Weinsteinovými, kvůli kterým se původní termín uvedení do kin opozdil o téměř deset měsíců. 